# Сандерсон, Уильям
Уильям Сандерсон (англ. William Sanderson; род. 10 января 1944) — американский актер.

## Биография
Уильям Сандерсон родился 10 января 1944 года в городе Мемфис, штат Теннесси, США. Его мать была учителем начальной школы, а отец ландшафтным дизайнером. Уильям служил два года в армии США. После службы учился в Южном методистском университете, где получил степень бакалавр делового администрирования. Получил степень доктора юридических наук в Государственном университете Мемфиса. Уильям отправился в Нью-Йорк, чтобы стать актером. Актерскую карьеру начал в внебродвейских постановках. В кино начал сниматься с середины 1970-х.

## Избранная фильмография
| Год  | Название                       | Оригинальное название      | Роль                 |
| ---- | ------------------------------ | -------------------------- | -------------------- |
| 1979 | Луковое поле                   | The Onion Field            | молодой мошенник     |
| 1980 | Дочь шахтёра                   | Coal Miner's Daughter      | Ли Доллархайд        |
| 1981 | Бродяга                        | Raggedy Man                | Кэлвин               |
| 1982 | Бегущий по лезвию              | Blade Runner               | Дж. Ф. Себастьян     |
| 1983 | Одинокий волк Маккуэйд         | Lone Wolf McQuade          | "Снег"               |
| 1985 | Флетч                          | Fletch                     | Джим Суортхаут       |
| 1986 | Восход «Чёрной луны»           | Black Moon Rising          | Тик Тейден           |
| 1987 | Человек на ринге               | Circleman                  | Каспер               |
| 1990 | Зеркало                        | Mirror, Mirror             | мистер Везе          |
| 1991 | Ракетчик                       | The Rocketeer              | Скитс                |
| 1993 | Москит                         | Skeeter                    | Гордон Пэрри         |
| 1993 | Лучший друг человека           | Man's Best Friend          | Рэй                  |
| 1994 | Клиент                         | The Client                 | агент ФБР Уолли Бокс |
| 1996 | Герой-одиночка                 | Last Man Standing          | Джо Мандей           |
| 1996 | Лесной воин                    | Forest Warrior             | Пол Карпио           |
| 2003 | Боги и генералы                | Gods and Generals          | Эмброуз Пауэлл Хилл  |
| 2004 | Кибервойны                     | Cyber Wars                 | Райли                |
| 2014 | Это, блин, рождественское чудо | A Merry Friggin' Christmas | отец Джуд            |